# Абу-Бакр Атіку
Абу-Бакр (Абубакар) Атіку I (1782 — 23 листопада 1842) — султан Сокото в 1837—1842 роках.

## Життєпис
Походив з фульбського роду Торонкава. Син проповідника Усмана дан Фодіо та його другої дружини. Народився 1782 року. Під орудою батька виховувався в державі Гобір. 1804 року разом з батьком та братами очолив повстання проти еміра Юнфу. 1817 року після смерті Усмана дан Фодіо виступив проти брата Мухаммада, намагаючись захопити владу в державі. Втім невдовзі, не маючи значної підтримки, здався. Один рік провів у в'язниці. По звільненню 1818 року стає радником султана Мухаммада Белло.
1837 року після смерті брата оголошений новим султаном Сокото. Швидко придушив виступи декількох емірів, що намагалися підтримати інших претендентів на трон. Переніс столицю до м. Сокото. Намагався обмежити розваги підданих, заборонивши танці та музику. Потім зробив навчання набагато суворішим.
Поступово вступив у конфлікт з більшістю емірів та представниками народу хауса, що були невдоволені жорсткою ісламізацією. У 1841 році султан втрутився у конфілкт в еміраті Адамауа, визнавши правителем його частини Хаммана Самбо. Це призвело до конфлікту з Модібо Адама, якого ще призначив Усман дан Фодіо. 
У 1842 року султан очолив похід проти повсталих Гобіри, Данті, Мараді, де зазнав поранення, від якого невдовзі помер в Катуру. Йому спадкував небіж Алі Бабба ібн Белло.